# Való Világ 4
A Való Világ 4 az RTL valóságshowjának negyedik szériája. A műsor 2010. november 20-án vette kezdetét, és 2011. május 8-án Alekosz győzelmével ért véget.
Az RTL Klub 2010. augusztus 17-én jelentette be, hogy Magyarország legnépszerűbb valóság show-ja visszatér a képernyőre. Az első beszavazó show-ra november 20-án került sor. A Való Világ 4 annyiban különbözik az eddigi szériáktól, hogy a beszavazó show-k alkalmával egy-egy személyiségtípusra lehet szavazni, továbbá a műsor honlapját böngészőknek folyamatosan lehetőségük van a műsort különféle szavazásokkal a kedvükre alakítani.
Az első beszavazó show alkalmával az „okostojások” csapata versengett a nézők kegyeiért, ezzel egy időben pedig 7 híresség költözött a luxusvillába. Győzike, Bea asszony, Laci betyár, Benkő Dániel, Tóth Gabi, Iszak Eszter és Voksán Virág 4 napot töltött a villában, a helyükre november 24-én a nagy Beköltöző show alkalmával 3, immár állandó villalakó költözött, majd az este folyamán még ketten csatlakoztak hozzájuk. Ezzel kezdetét vette a Való Világ 4. szériája.
A műsort Lilu, Stohl András és Sebestyén Balázs vezette. A Való Világ 4-hez szorosan kapcsolódó műsorok a délutáni NekedValó, valamint a késő esti BeleValóVilág. A NekedValót Istenes Bence és Mádai Vivien vezette, míg a BeleValóVilágot Valkó Eszter és Gáspár Győző. A sorozat főcímdalát Tóth Gabi és Ádok Zoli énekli.
Az érdi születésű vagyonőr, Alekosz győzelmével végződő finálé után két nappal indult el a Szerelem a legfölsőbb szinteken – Alekosz menyasszonyt keres című valóságshow. A műsor végén jelent meg a felhívás, amely szerint keresik a Való Világ immár ötödik szériájának szereplőit.

## A műsor menete

### Villalakó-jelöltek
A vastagon szedett jelölt költözhetett be a villába.
|                   | Kategória         | 1. jelölt       | 1. jelölt | 2. jelölt        | 2. jelölt | 3. jelölt       | 3. jelölt |
| ----------------- | ----------------- | --------------- | --------- | ---------------- | --------- | --------------- | --------- |
| 1. beszavazó show | Okostojások       | Alekosz         | (52%)     | Norbert          | (34%)     | Balázs          | (14%)     |
| 2. beszavazó show | Törtetők          | Zsani           | (38%)     | Ildi             | (20%)     | Éva             | (42%)     |
| 3. beszavazó show | Vagányok          | Garfield        | (40%)     | Balázs           | (18%)     | Olivér          | (42%)     |
| 4. beszavazó show | Testvérek         | István és Gábor | (36%)     | Gigi és Béci     | (42%)     | Norbi és Gergő  | (22%)     |
| 5. beszavazó show | Naivák            | Zsófi           | (44%)     | Szandy           | (19%)     | Melszi          | (37%)     |
| 6. beszavazó show | Dokik             | Diána           | (34%)     | József           | (8%)      | László          | (58%)     |
| 7. beszavazó show | Rosszkislányok    | Anikó           | (41%)     | Beus             | (34%)     | Niki            | (25%)     |
| 8. beszavazó show | Plasztik cicák    | Adri            | (25%)     | Szandika         | (48%)     | Regina          | (27%)     |
| 9.beszavazó show  | Anyukák kedvencei | Arnold          | (15%)     | Leonidasz        | (43%)     | Dávid           | (42%)     |
| 10.beszavazó show | Szépfiúk          | Sanya           | (13%)     | Jerzy            | (43%)     | Gombi           | (44%)     |
| 11.beszavazó show | Bombanők          | Kata            | (13%)     | Zsuzsi           | (44%)     | Adrienn         | (43%)     |
| 12.beszavazó show | Házaspárok        | Nono és Stone   | (14%)     | Si-Sy és Roberto | (24%)     | Gina és Kristóf | (62%)     |
| 13.beszavazó show | Korábbi kedvenc   | Ildi            | (56%)     | Niki             | (44%)     |                 |           |

### Villalakók
| Név                               | Kor | Kategória        | Lakhely     | Foglalkozás                   | Beköltözés ideje   |
| --------------------------------- | --- | ---------------- | ----------- | ----------------------------- | ------------------ |
| Alekosz (Nagy Alekosz)            | 32  | Okostojás        | Érd         | zenész, biztonsági őr         | 2010. november 24. |
| Éva (Baukó Éva)                   | 27  | Törtető          | Budapest    | hostess                       |                    |
| Olivér (Simor Olivér)             | 32  | Vagány           | Budapest    | dublőr                        |                    |
| Gigi (Rácz Ildikó)                | 20  | Testvérek        | Szentendre  | tanuló, táncos, életművész    |                    |
| Béci (Rácz Béla)                  | 25  | Testvérek        | Szentendre  | tánctanár                     |                    |
| Zsófi (Szabó Zsófia)              | 19  | Naiva            | Budaörs     | tanuló, pultos                | 2010. november 25. |
| László (dr. Lázár László)         | 40  | Doki             | Budapest    | biztonsági tiszt, ügyvezető   | 2010. november 26. |
| Anikó (Nádai Anikó)               | 21  | Rosszkislány     | Baja        | pedikűr-manikűr, műkörömépítő | 2010. november 29. |
| Szandika (Lőrincz Alexandra)      | 20  | Plasztik cica    | Szigethalom | táncos                        | 2010. december 1.  |
| Leonidasz (Jordanidisz Leonidasz) | 20  | Anyukák kedvence | Budapest    | tanuló                        | 2010. december 3.  |
| Gombi (Gombár Gábor)              | 27  | Szépfiú          | Budapest    | pultos, fodrász tanuló        | 2010. december 6.  |
| Jerzy (Várudvari Jerzy László)    | 22  | Szépfiú          | Budapest    | táncos, tolmács               | 2010. december 7.  |
| Zsuzsi (Márki Zsuzsanna)          | 23  | Bombanő          | Dunakeszi   | táncos, modell, hostess       | 2010. december 8.  |
| Gina (Urbánné Szendrey Georgina)  | 29  | Házaspár         | Kaposvár    | ügyvezető                     | 2010. december 13. |
| Kristóf (Urbán Kristóf)           | 29  | Házaspár         | Kaposvár    | területi képviselő            | 2010. december 13. |
| Ildi (Tomai Ildikó)               | 28  | Törtető          | Tordas      | aerobic oktató                | 2010. december 23. |

### Kiválasztás
| Alekosz      | Anikó                     | Anikó                      | Zsófi                | Gigi                      | Olivér                  | Gigi                      | Béci                      | László               | Béci                   | Anikó                 | Győztes (165 napot töltött a villában)      |  |  |  |
| Jerzy        | Gina                      | Zsófi                      | Anikó                | Anikó                     | Gombi                   | Gombi                     | Szandika                  | Éva                  | Anikó                  | Éva                   | 2. helyezett (165 napot töltött a villában) |  |  |  |
| Éva          | Olivér                    | László                     | Ildi                 | Gigi                      | Olivér                  | Jerzy                     | Jerzy                     | Jerzy                | Béci                   | Anikó                 | 3. helyezett (165 napot töltött a villában) |  |  |  |
| Anikó        | Alekosz                   | Alekosz                    | Jerzy                | Jerzy                     | Gombi                   | Jerzy                     | Éva                       | Gigi                 | Jerzy                  | Alekosz               | Kiszavazva (153 napot töltött a Villában)   |  |  |  |
| Béci         | Éva                       | Ildi                       | Éva                  | Alekosz                   | Anikó                   | Gombi                     | Szandika                  | Éva                  | Alekosz                |                       | Kiszavazva (144 napot töltött a Villában)   |  |  |  |
| László       | Éva                       | Olivér                     | Éva                  | Alekosz                   | Olivér                  | Gombi                     | Szandika                  | Alekosz              |                        |                       | Feladta (133 napot töltött a Villában)      |  |  |  |
| Gigi         | Zsuzsi                    | Ildi                       | Éva                  | Alekosz                   | Anikó                   | Gombi                     | Anikó                     | Éva                  |                        |                       | Kiszavazva (130 napot töltött a Villában)   |  |  |  |
| Szandika     | Gombi                     | Ildi                       | Ildi                 | Gigi                      | Olivér                  | Gombi                     | Gigi                      |                      |                        |                       | Kiszavazva (102 napot töltött a Villában)   |  |  |  |
| Gombi        | Éva                       | Jerzy                      | Jerzy                | Jerzy                     | Jerzy                   | Alekosz                   |                           |                      |                        |                       | Kiszavazva (82 napot töltött a Villában)    |  |  |  |
| Olivér       | Zsófi                     | Zsófi                      | Ildi                 | László                    | Béci                    |                           |                           |                      |                        |                       | Kiszavazva (80 napot töltött a Villában)    |  |  |  |
| Zsófi        | Alekosz                   | Olivér                     | Alekosz              | Alekosz                   |                         |                           |                           |                      |                        |                       | Kiszavazva (65 napot töltött a Villában)    |  |  |  |
| Ildi         | Még nem volt játékban     | Szandika                   | Gombi                |                           |                         |                           |                           |                      |                        |                       | Kiszavazva (23 napot töltött a Villában)    |  |  |  |
| Gina         | Éva                       | Olivér                     |                      |                           |                         |                           |                           |                      |                        |                       | Feladta (23 napot töltött a Villában)       |  |  |  |
| Kristóf      | Éva                       | Olivér                     |                      |                           |                         |                           |                           |                      |                        |                       | Kiszavazva (21 napot töltött a Villában)    |  |  |  |
| Leonidasz    | Éva                       |                            |                      |                           |                         |                           |                           |                      |                        |                       | Kiszavazva (19 napot töltött a Villában)    |  |  |  |
| Zsuzsi       | Alekosz                   |                            |                      |                           |                         |                           |                           |                      |                        |                       | Kizárva (12 napot töltött a Villában)       |  |  |  |
|              |                           |                            |                      |                           |                         |                           |                           |                      |                        |                       |                                             |  |  |  |
| Védett       | -                         | Éva                        | Olivér               | Éva                       | Alekosz                 | Béci                      | Alekosz                   | Béci                 | Éva                    | Jerzy                 |                                             |  |  |  |
| Kiválasztott | Éva                       | Olivér                     | Ildi                 | Alekosz                   | Olivér                  | Gombi                     | Szandika                  | Éva                  | Béci                   | Anikó                 |                                             |  |  |  |
| Kihívott     | Leonidasz                 | Kristóf                    | Éva                  | Zsófi                     | Béci                    | Alekosz                   | Béci                      | Gigi                 | Jerzy                  | Éva                   |                                             |  |  |  |
| Párbaj       | december 22.              | január 2.                  | január 15.           | január 29.                | február 12.             | február 26.               | március 12.               | április 3.           | április 17.            | május 1.              |                                             |  |  |  |
| Párbaj       | Éva (72%) Leonidasz (28%) | Olivér (54%) Kristóf (46%) | Ildi (38%) Éva (62%) | Alekosz (71%) Zsófi (29%) | Olivér (39%) Béci (61%) | Gombi (29%) Alekosz (71%) | Szandika (40%) Béci (60%) | Éva (51%) Gigi (49%) | Béci (46%) Jerzy (54%) | Anikó (49%) Éva (51%) |                                             |  |  |  |
| Kiszavazott  | Leonidasz                 | Kristóf                    | Ildi                 | Zsófi                     | Olivér                  | Gombi                     | Szandika                  | Gigi                 | Béci                   | Anikó                 |                                             |  |  |  |

### Finálé

#### A végeredmény
Éva az összes szavazat 22%-át szerezte meg, így ő lett a harmadik. Alekosz és Jerzy között dőlt el a végeredmény, ekkor ismét 100%-ot osztottak fel a két játékos között, s végül Alekosz nyerte meg a finálét.

| Villalakó | Eredmény | Eredmény    | Státusz      |
| Villalakó | Első kör | Második kör | Státusz      |
| --------- | -------- | ----------- | ------------ |
| Alekosz   | 43%      | 56%         | Győztes      |
| Jerzy     | 35%      | 44%         | 2. helyezett |
| Éva       | 22%      |             | 3. helyezett |

#### Az est menete
A Való Világ negyedik évadának fináléjára 2011. május 8-án került sor. A főnyereményért Alekosz, Éva és Jerzy küzdött meg egymással.
Az estét Tóth Gabi és Ádok Zoli produkciója nyitotta, a két énekes előadta a Való Világ 4 főcímdalát. Az utolsó nap összefoglalóját Béci fellépése követte. Mielőtt a két műsorvezető (Lilu és Balázs) bement volna a villába, Király L. Norbi lépett fel. A villában kisfilmeket néztek a villalétről, majd a három döntős követte a műsorvezetőket a stúdióba, ahol a párbaj további része zajlott. A harmadik helyezett kihirdetése előtt Delhusa Gjon énekelt a színpadon. A legkevesebb szavazatot (az összes szavazat 22%-át) Éva kapta.
Mielőtt visszatérhetett Jerzy és Alekosz a villába, további kisfilmeket vetítettek a játékosokról, valamint fellépett Vastag Csaba is. Az est során először mutatták meg a szavazat állását úgy, hogy fantomképek helyett a két játékos volt látható. A pillanatnyi állás szerint Alekosz vezetett 59%-kal. Az eredményhirdetéskor Jerzy a szavazatok 44%-át kapta így a Való Világ negyedik szériáját végül Alekosz nyerte. Nyereménye egy éven át havi 1 millió forint, egy lakás, egy autó, valamint egy egzotikus nyaralás.

## Készítése
- A villa Budapesten, a XXII. kerületi Nagytétényi úti Campona áruház mellett épült fel. é. sz. 47° 24′ 17″, k. h. 19° 00′ 47″47.404858°N 19.013106°E (A korábbi szériák helyszínéül a Magyar Televízió kaszásdűlői, Kunigunda útján lévő telepén bérelt 8-as stúdió és a hozzáépített könnyűszerkezetes villaépület szolgált.)
- A korábbi szériákkal szemben ezúttal az interneten nem volt folyamatos közvetítés a villából. Az online adás – cenzúrázás miatt – 15 perces késleltetéssel volt látható.
- A műsor elkészítése 800 millió forintba került.[10]

### Alkotók
- Herman Péter – producer
- Rubin Kristóf – kreatív szerkesztő

### Jótékonysági akció
A korábbi szériákhoz hasonlóan 2011-ben ismét adakozásra hívta fel a figyelmet a Való Világ. Március 14-19. között a nézők SMS küldésével segíthették a Hegedűs Zsuzsa szociológus által vezetett Minden Gyerek Lakjon Jól! Alapítványt. A jótékonysági hetet szombaton egy gálaműsor zárta, melyen felléptek az X-Faktor és a Csillag születik sztárjai, a Bon-Bon együttes, Tóth Gabi és Ádok Zoli, valamint a Derkovits Gyula Általános Iskola két diákja. Az akció során a nézői sms-ekből 177 millió forint gyűlt össze.

## A műsor fogadtatása

### Nézettség
A kezdeti nehézségek után a műsor végül beváltotta a nézettséghez fűzött reményeket. 2011 első heteiben a 18-49 éves korosztály többsége ezt a műsort nézte főműsoridőben.

### Kritikák
Megkérdőjelezhetővé vált a műsor „valódisága”, amikor a műsor online közvetítésében Gigi és Jerzy éppen beszámolt villatársainak a szállodában eltöltött romantikus estéjükről és Gigi véletlenül kimondta, hogy „olyan hab volt a fürdőszobában, hogy nem tudtunk forgatni… nagyon kamu volt, jó akkor újra felve...” Ezt követően azonnal a „Pillanatnyilag nincs közvetítés” felirat jelent meg a képernyőn. A műsor kreatív szerkesztője Rubin Kristóf egy rádióadásban kommentálta a Gigi által elmondottakat, amelyből kiderült, hogy a szállodában külön stáb vette fel a két villalakót és ahhoz, hogy minden megfelelően összevágható legyen, bizonyos jeleneteket újraforgattak. Ezzel nem a műsor történetét változtatták, csupán technikai jellegű dolgokat módosítottak. Példaként említette azt, hogy amikor Gigi és Jerzy bement a szálloda különböző helyiségeibe, többszöri felvétel volt szükséges ahhoz, hogy minden jól látszódjon, illetve a beállítások megfelelőek legyen.
Felháborodást váltott ki a nézők között az április 3-án zajló Éva–Gigi párbaj, miután az eddigiektől eltérő módon a műsor közben nem fantomképekkel mutatták meg a szavazás pillanatnyi állását. A játék állása szerint aktuálisan Gigi vezetett 55%-os aránnyal, ez a műsor végére megfordult, és Éva nyert 51%-kal. A műsor rajongói manipulációval vádolják az RTL Klubot, mely szerint ha nem fedték fel volna fel a fantomképeket, a szavazati arány nem fordult volna meg.

### Hatósági eljárás
2010. november óta a Nemzeti Média- és Hírközlési Hatósághoz (NMHH) száznál több feljelentés érkezett a műsorral kapcsolatban, amelyek többsége a médiatörvény kiskorúak védelmére vonatkozó rendelkezéseinek megsértését kifogásolta, valamint általánosságban fogalmazott meg észrevételeket a műsorszámmal szemben. A Médiatanács 2010. december 15-ei ülésén elrendelte a valóságshow általános hatósági ellenőrzését. Az NMHH részletes elemzéseket készített. Vizsgálat indult a nézői szavazások lebonyolítási rendjének, ellenőrizhetőségének és az eredmények valóságtartalmának kérdésében is.
2011. május 11-én 144 millió forintos büntetést szabott ki az RTL Klubra a Nemzeti Média- és Hírközlési Hatóság Médiatanácsa a műsorban  való rossz korhatárbesorolás és reklámtörvény megsértése miatt. A bírságot csak a 2010 novemberében–decemberében sugárzott adásokra szabták ki. 2011. május 19-én újabb 88 millió forintos büntetést kapott a csatorna a 2011. januári adásokban a kiskorúak védelmére vonatkozó rendelkezések megsértése, a nem megfelelő időpontban sugárzott előzetesek és a termékelhelyezésre vonatkozó jogszabályok megsértése miatt. Július 19-én további 60 milliós bírságot kapott műsorszolgáltató vállalat rossz korhatárbesorolás miatt. Az RTL Klub bíróságra viszi az ügyet.